# Jiujiang (Wuhu)
Der Stadtbezirk Jiujiang (chinesisch 鸠江区, Pinyin Jiūjiāng Qū) ist ein Stadtbezirk der bezirksfreien Stadt Wuhu in der chinesischen Provinz Anhui. Er hat eine Fläche von 882,7 km² und zählt 628.000 Einwohner (Stand: Ende 2018). 

## Administrative Gliederung
Auf Gemeindeebene setzt sich der Stadtbezirk aus acht Straßenvierteln zusammen. 